# Phaelota
Phaelota is een geslacht van kevers uit de familie bladkevers (Chrysomelidae).
De wetenschappelijke naam van het geslacht werd in 1887 gepubliceerd door Martin Jacoby.

## Soorten
- Phaelota jacobyi (Prathapan & Viraktamath, 2004)
- Phaelota sindhoori (Prathapan & Viraktamath, 2004)
- Phaelota vaishakha Prathapan & Viraktamath, 2004